# Districte municipal de Pasvalys
El districte municipal de Pasvalys (en lituà: Pasvalio rajono savivaldybė) és un dels 60 municipis de Lituània, situat dins del comtat de Panevėžys. La seva capital és la ciutat de Pasvalys.

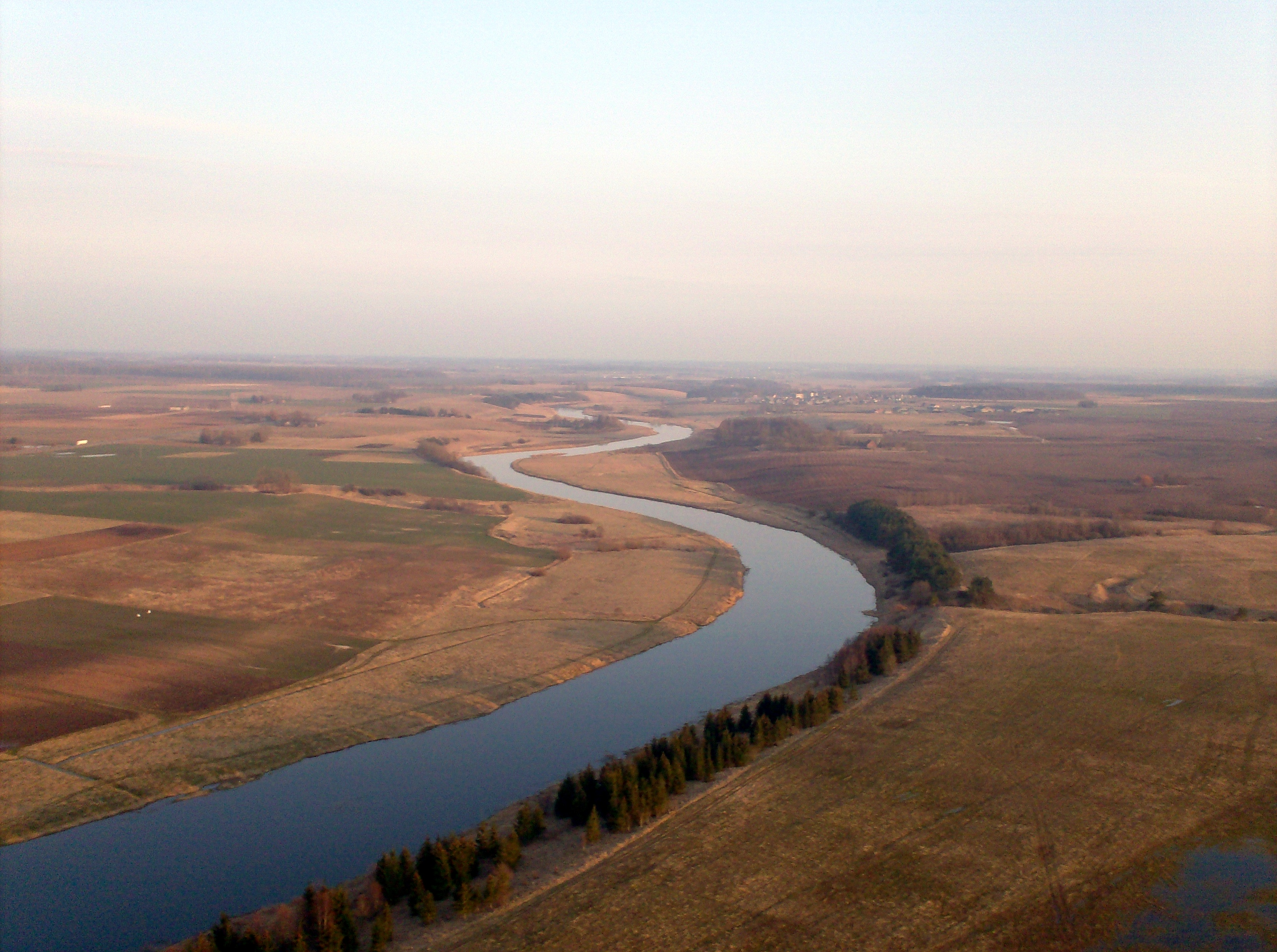
Riu Mūša del districte municipal de Pasvalys

## Seniūnijos del districte
- Daujėnų seniūnija (Daujėnai)

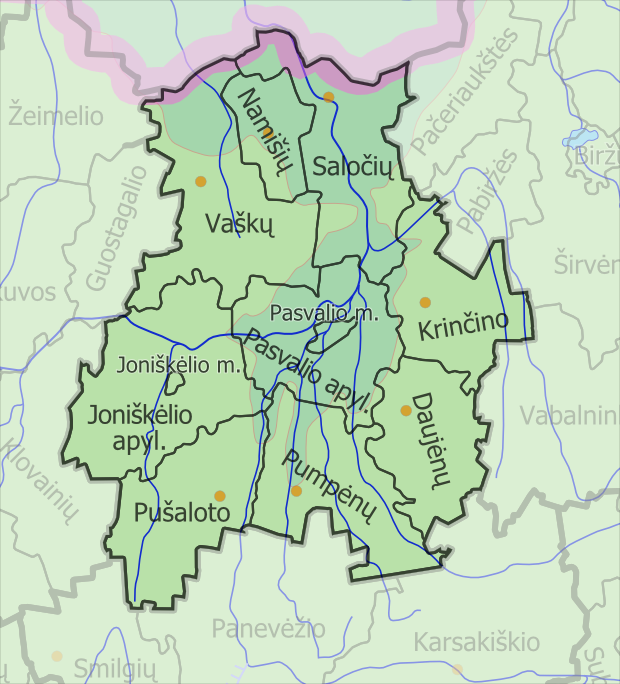
Mapa dels seniūnijos del districte municipal de Pasvalys

- Joniškėlio apylinkių seniūnija (Joniškėlis)
- Joniškėlio miesto seniūnija (Joniškėlis)
- Krinčino seniūnija (Krinčinas)
- Namišių seniūnija (Namišiai)
- Pasvalio apylinkių seniūnija (Pasvalys)
- Pasvalio miesto seniūnija (Pasvalys)
- Pumpėnų seniūnija (Pumpėnai)
- Pušaloto seniūnija (Pušalotas)
- Saločių seniūnija (Saločiai)
- Vaškų seniūnija (Vaškai)